# ماركوس بييرل
ماركوس بييرل (بالألمانية: Markus Beierle)‏ (2 يونيو 1972 ببراكنهايم في ألمانيا - ) هو لاعب كرة قدم ألماني في مركز الهجوم. لعب مع آينتراخت فرانكفورت ودارمشتات 98 وشتوتغارت كيكرز وميونخ 1860 ونادي دويسبورغ ونادي شتوتغارت وهانزا روستوك وفي إف بي شتوتغارت الثاني و.

## روابط خارجية
- ماركوس بييرل على موقع إي إس بي إن إف سي (الإنجليزية)
- ماركوس بييرل على موقع قاعدة بيانات كرة القدم.إي يو (الإنجليزية)
- ماركوس بييرل على موقع بيانات كرة القدم. دي إي (الألمانية)
- ماركوس بييرل على موقع عالم كرة القدم.نت (الإنجليزية)